# Есперанто
Еспера́нто (есп. Esperanto — букв. «той, що сподівається»; «обнадіяний») — найпоширеніша міжнародна планова мова.
Назва походить від псевдоніма «Doktoro Esperanto». Під ним єврейський лікар-поліглот Людвік Лазар Заменгоф, творець мови, у 1887 році опублікував перший підручник з «Міжнародної мови» (есп. Lingvo internacia), за якою швидко закріпилася назва есперанто. Перша версія підручника, російськомовна (Заменгоф проживав у Білостоку, що тоді входив до складу Російської Імперії), отримала дозвіл на розповсюдження 26 липня; ця дата вважається днем народження есперанто. Заменгоф прагнув створити нейтральну, легку для вивчення мову, що була би придатна для міжнародного спілкування та не витісняла інші, національні мови.
Лексика есперанто походить здебільшого з романських, германських, а також слов'янських мов; синтаксис і морфологія виявляють слов'янський вплив. Морфеми не змінюються, і їх можна поєднувати майже нескінченно, створюючи слова різного значення, тому есперанто має багато зв'язків з аналітичними мовами, до яких належать, наприклад, китайська та англійська; з іншого боку, внутрішня структура есперанто певною мірою відбиває аглютинативні мови, такі як японська, суахілі або турецька.
Попри те, що наразі жодна держава не визнала есперанто офіційною мовою, її на офіційному рівні викладають у деяких країнах, зокрема в Угорщині та Китаї. Крім того, есперанто була однією з офіційних мов європейської мікродержави Мореснет. Есперанто входить до переліку 30 мов, викладання яких отримало престижну премію Eaquals.
Есперанто послуговуються люди з усіх континентів; нею володіє від ста тисяч до двох мільйонів мовців (залежно від рівня знання мови). За різними оцінками, існують також від однієї до кількох тисяч людей, для яких есперанто є однією з рідних мов.
Есперанто отримала ряд міжнародних відзнак світових організацій, наприклад, дві резолюції ЮНЕСКО, що утверджували культурну та суспільну цінність мови. Нині есперанто використовується у подорожах, листуваннях, міжнародних зустрічах, під час культурних обмінів, конгресів, наукових дискусій, в оригінальній та перекладній літературі, музиці, театрі, кіно, друкованих та інтернетних ЗМІ, радіо- та телепередачах. У 2012 році есперанто стала 64-ю мовою, яка перекладається за допомогою ґуґл-перекладача.

## Три засади
Заменгоф сформулював три засади, на яких ґрунтується створена ним мова:
1. Мова має бути надзвичайно легкою, щоб її можна було вивчати граючи;
2. Кожен, хто вивчив цю мову, повинен мати змогу відразу використовувати її для спілкування з людьми різних націй, незалежно від того, чи вона буде прийнята світом і чи знайде багато прихильників;
3. Подолавши байдужість світу, слід зробити так, щоб якомога швидше і масовіше запропоновану мову застосовували як живу мову, а не «з ключем у руках» і в разі крайньої потреби.

## Коротко про есперанто
Упродовж більше сотні років есперанто вживається усно та письмово. З руки численних есперанто-поетів та есперанто-письменників зростає обсяг оригінальної і перекладеної літератури, національних і міжнародних періодичних есперантомовних видань, есперанто-локалізацій програмного забезпечення, есперантомовних сайтів чи їх локалізацій, есперанто-фільмів, а контактні адреси есперантистів (Pasporta Servo) знаходяться майже в кожному містечку 121 країни світу. Більшість країн світу мають власні національні есперанто-організації.
Есперанто — це єдина з-поміж штучних мов, якою дозволено відправляти Службу Божу у греко-католицькій церкві. Есперанто є єдиною робочою мовою сотень щорічних міжнародних з'їздів, зустрічей і фестивалів. Вони відбуваються без участі перекладачів, що демонструє практичну можливість заощадження значних коштів.
Люди, які спілкуються мовою есперанто, називаються есперантистами. Часто есперантисти є членами есперанто-клубів чи есперанто-організацій. З перших років заснування мови есперантисти мають свій гімн La Espero (Надія), що за традицією виконується на щорічному Всесвітньому конгресі есперантистів, та прапор.
Есперанто можна вивчити швидше ніж будь-яку національну мову завдяки її простій і правильній побудові, адже граматика складається лише з 16 правил без жодного винятку. Видатний лінгвіст та психотерапевт Клод Пірон відзначав доступність вивчення мови з практики опанування англійської японськими, китайськими та корейськими школярами: ті, що вклали на навчання і практику есперанто від 50 до 200 годин — здатні розмовляти цією мовою як психічно здорові люди; на противагу тим, що вивчають англійську протягом 1500 годин, проте після цього спроможні послуговуватись англійською лише на рівні афазитів (тих хто втратив здатність говорити). Лев Толстой у своєму листі до есперантистів доповідав, що мову есперанто він вважає надзвичайно легкою до вивчення; маючи на руках підручник та тексти, вже через дві години занять письменник був у стані якщо не писати, то вільно читати цією мовою.
Завдяки комбінаторному принципу граматики, послуговування мовою есперанто багаторазово зменшує навантаження на пам'ять та активізує творчі нахили. За допомогою невеликої кількості словотворчих елементів (10 префіксів, 35 суфіксів та 11 закінчень) від кожного кореня можна самостійно створювати від 20 до 60 (а від деяких коренів навіть до 100) слів. Численні дослідження підтверджують, що володіння есперанто значно полегшує вивчення іноземних мов.
Есперанто уможливлює рівноправне становище між людьми через те, що ні для кого ця мова не є рідною. Щоправда, зараз нараховується деяка кількість людей — вроджених есперантистів, для яких есперанто є рідною мовою: це ті, чиї батьки розмовляють між собою мовою есперанто, через незнання мови одне одного чи як вияв поваги до мови. Серед найвидатніших: Джордж Сорос — провідний світовий фінансист та меценат, Данієле Бове — лауреат Нобелівської премії.
Есперанто — нейтральна мова. Розмовляючи нею, люди не відчувають тиск іноземної мови, тому з'являється відчуття рівноправності при спілкуванні з представниками інших країн, а це призводить до підвищення відчуття людської та національної гідності.

## Абетка
Абетка есперанто побудована на основі латинської. Складається з 28 букв, що відповідають 28 звукам (фонетичне письмо), серед яких: 5 голосних, два напівголосних і 21 приголосний звук. В алфавіті букви називаються так: приголосні — приголосний + o, голосні — просто голосний (A — a, B — bo, C — co). Читання букви не залежить від її положення в слові. Наголос у словах завжди падає на передостанній склад.
| №  | літера | вимова | назва |
| 1  | A a    | а      | a     |
| 2  | B b    | б      | bo    |
| 3  | C c    | ц      | co    |
| 4  | Ĉ ĉ    | ч      | ĉo    |
| 5  | D d    | д      | do    |
| 6  | E e    | е      | e     |
| 7  | F f    | ф      | fo    |
| 8  | G g    | ґ      | go    |
| 9  | Ĝ ĝ    | дж     | ĝo    |
| 10 | H h    | г      | ho    |
| 11 | Ĥ ĥ    | х      | ĥo    |
| 12 | I i    | і      | i     |
| 13 | J j    | й      | jo    |
| 14 | Ĵ ĵ    | ж      | ĵo    |
| 15 | K k    | к      | ko    |
| 16 | L l    | л(ь)   | lo    |

| №  | літера | вимова          | назва            |
| 17 | M m    | м               | mo               |
| 18 | N n    | н               | no               |
| 19 | O o    | о               | o                |
| 20 | P p    | п               | po               |
| *  | Q q    | к               | kuo              |
| 21 | R r    | р               | ro               |
| 22 | S s    | с               | so               |
| 23 | Ŝ ŝ    | ш               | ŝo               |
| 24 | T t    | т               | to               |
| 25 | U u    | у               | u                |
| 26 | Ŭ ŭ    | ў, у нескладове | ŭo               |
| 27 | V v    | в               | vo               |
| *  | W w    | в, у нескладове | duobla vo        |
| *  | X x    | кс, ґз          | ikso             |
| *  | Y y    | і, и            | igreka, ipsilono |
| 28 | Z z    | з               | zo               |

* — не входить до складу абетки, вживається в іншомовних власних назвах та іменах.
Окрім звичайних латинських літер, в абетці есперанто є шість спеціальних букв — Ĉ ĉ, Ĝ ĝ, Ĥ ĥ, Ĵ ĵ, Ŝ ŝ, Ŭ ŭ (їх утворено від літер C c, G g, H h, J j, S s, U u відповідно). Оскільки з набором цих літер часто виникають труднощі, існує спосіб їхньої заміни — комбінації з X x: Cx cx, Gx gx, Hx hx, Jx jx, Sx sx, Ux ux.
Крім того, існує програма EK (Esperanta Klavaro), завдяки якій можна набирати ці літери англійською клавіатурою, встановивши один із трьох різновидів комбінації. Завантажити її можна тут. [Архівовано 4 лютого 2012 у Wayback Machine.]
| Літера | Літера | вимова   | Ікс- спосіб | Unicode (decimal) | Unicode (decimal) | Unicode (hexadecimal) | Unicode (hexadecimal) |
| велика | мала   | вимова   | Ікс- спосіб | велика            | мала              | велика                | мала                  |
| Ĉ      | ĉ      | ч        | Cx          | &#264;            | &#265;            | &#x0108;              | &#x0109;              |
| Ĝ      | ĝ      | дж       | Gx          | &#284;            | &#285;            | &#x011C;              | &#x011D;              |
| Ĥ      | ĥ      | х        | Hx          | &#292;            | &#293;            | &#x0124;              | &#x0125;              |
| Ĵ      | ĵ      | ж        | Jx          | &#308;            | &#309;            | &#x0134;              | &#x0135;              |
| Ŝ      | ŝ      | ш        | Sx          | &#348;            | &#349;            | &#x015C;              | &#x015D;              |
| Ŭ      | ŭ      | у нескл. | Ux (W)      | &#364;            | &#365;            | &#x016C;              | &#x016D;              |

## Граматика
Л. Заменгоф, розробляючи граматику своєї мови, зробив детальний аналіз майже 20 мов, головним чином європейських. Вибравши з граматик найбільш спільне, він дійшов висновку, що достатньо 16 простих, невеликих та логічних правил для того, щоб мова була повноцінною і щоб нею можна було висловити найрізноманітніші відтінки почуттів:
1. Артикль існує тільки означений, для усіх родів, чисел та відмінків — la, неозначеного артикля немає.
2. Іменники утворюються за допомогою закінчення — о, у множині додається закінчення -j, відмінки створюються за допомогою прийменників: родовий — de, давальний — al, орудний — per, місцевий — sur та багато інших, для знахідного додається закінчення — n.
3. Прикметники утворюються за допомогою закінчення — а. Множина та відмінки утворюються так само, як у іменників. Ступені порівняння: pli — більш (ol — ніж), plej — найбільш (el — з).
4. Числівники: 1 — unu, 2 — du, 3 — tri, 4 — kvar, 5 — kvin, 6 — ses, 7 — sep, 8 — ok, 9 — naŭ, 10 — dek, 18 — dekok, 20 — dudek, 100 — cent, 1000 — mil. Для порядкових числівників додається закінчення — а.
5. Займенники: mi — я, vi — ти (ви), li — він, ŝi — вона, ĝi — він, вона, воно (для предметів), ni — ми, ili — вони. Для присвійних додається — a.
6. Дієслова утворюються за допомогою закінчень: неозначені — і, теперішній час — as, минулий час — is, майбутній час — os, умовний спосіб — us, наказова форма — u.
7. Прислівники (похідні) утворюються за допомогою закінчення — е. Ступені порівняння так само, як у прикметників.
8. Усі прийменники вживаються з називним відмінком.
9. Кожне слово читається так, як воно написане.
10. Наголос завжди падає на передостанній склад.
11. Складні слова утворюються злиттям простих слів.
12. У реченні може бути лише одне заперечення.
13. Для зазначення напрямку у місцевому відмінку додається закінчення — n.
14. Якщо жоден прийменник не передає необхідний сенс, вживається неозначений прийменник je.
15. Міжнародні слова вживаються без змін, приймаючи орфографію есперанто.
16. Закінчення іменника та артикля можуть замінятися на апостроф (головним чином у поезії).

## Есперанто у світі
У 1954 р. Генеральна Конференція ЮНЕСКО визнала, що: результати, досягнуті есперанто в справі інтелектуального міжнародного обміну, відповідають цілям та ідеалам ЮНЕСКО. ЮНЕСКО звернулась до держав, що входять до неї, і до міжнародних організацій із пропозицією запровадити вивчення есперанто в школах і використовувати цю мову в міжнародному співробітництві.
З 1994 року у всесвітній літературній організації ПЕН-клубі існує есперантська секція, єдина секція штучної мови, що свідчить про її літературний рівень.
У липні 1996 року група незалежних експертів проаналізувала сучасний стан есперанто й у Празі на Всесвітньому конгресі есперантистів, за підтримки ЮНЕСКО, закликала до розгляду есперанто в дебатах щодо мовних прав та мовної політики. Празький Маніфест містить короткий виклад цілей і принципів руху есперантистів, звертає особливу увагу на мовну демократію і збереження мовного розмаїття.
При опитуванні, проведеному у 1999 році у Європарламенті, 21 % парламентарів висловили позитивне ставлення до пропозиції використання есперанто у Європі.
Станом на 2006 рік, есперанто викладають у 63 ВИШах 23 країн, зокрема в Угорщині екзамени з есперанто є обов'язковими. У жовтні 2006 року до цього списку приєдналась Росія, есперанто викладають на філологічному факультеті Санкт-Петербурзького державного університету.
У 2008 році видано першу у світі Коротку енциклопедію оригінальної літератури мовою есперанто, що включає 300 статей про найвідоміших есперанто-авторів.
У 2009 році партія «Європа - Демократія - Есперанто» (есп. Eŭropo - Demokratio - Esperanto) потрапила до основного виборчого бюлетеня Європарламенту. Ціль партії: запровадження есперанто.
З вересня 2010 року періодичне друковане та інтернет-видання «El Popola Ĉinio» (З народного Китаю) головного інформаційного китайського державного порталу мовою есперанто esperanto.china.org.cn запускає регулярний відеожурнал.
У 2011 році Уряд Великої Британії укомплектував свій штат есперанто-перекладачами.
У 2022 році:
- на альтернативному до Євробачення конкурсі пісень мовами меншин перемогла італійська співачка К'яра (Chiara Raggi) з піснею «Мозаїка» мовою есперанто;
- на офіційному м'ячеві фірми Adidas Аль-Ріла («Подорож», Al Rihla, الْرِّحْلَة) Чемпіонату світу з футболу 2022 у Катарі написи були виконані 5-ма з 6-и робочими мовами ООН (англійською, арабською, іспанською, китайською, французькою) й есперанто (замість російської — 6-ої робочої мови ООН).
У світі виходить більше сотні журналів і газет мовою есперанто, зокрема «Monato» (Бельгія), «Turka Stelo» («Зоря Туреччини»), «Hungara Vivo» («Життя Угорщини»), щомісячний орган UEA (Універсальної асоціації есперанто) «Esperanto», а також католицьке і протестантське видання відповідно Dio Benu («Благослови, Господи) й «Dia Regno» («Царство Бога»).

## Есперанто в Україні

### Історія
Перший осередок шанувальників есперанто в Україні зорганізували 1890 року в Одесі.
Перший підручник Есперанто в Україні виданий знаним українським есперантистом Михайлом Юрковим в Тернополі, в 1907 році.
На початку XX ст. Л. Денисюк створив інформаційне бюро з пропаганди та навчання есперанто.
В 1913 році під редакцією Ореста Кузьми виходить перше українське есперантське періодичне видання — журнал Ukraina Stelo (у перекладі з есп. Зоря України), який виходив до кінця червня 1914 р. і після тривалої перерви, спричиненої воєнними діями, в 1922–1930 рр. На його сторінках друкувалися переклади творів Т. Шевченка, І. Франка, зокрема, його знаменита «Посвята» на честь Кобзаря (1914), О. Кобилянської, В. Стефаника, Лесі Українки, М. Коцюбинського, народні пісні, коломийки (їх переклав В. Атаманюк), статті про творчість українських письменників.
Між 1910–1920 роками в Коломиї відкривається статутове товариство українських есперантистів "Крайове товариство українських есперантистів «Поступ» («Проґресо»). Головою товариства став Божемський, секретарем Орест Кузьма, бібліотекарями — Фасовський і Каратницький. У роботі допомагали М. Ерстенюк, Василь Атамюк, К. Черниш і Г. Якимчук зі Львова, що надсилав пізніше переклади поезій Тараса Шевченка. Т-во винайняло дім у центрі міста, на ньому було розміщено велику вивіску, яка кожному впадала у вічі, кожного вечора сходилися там есперантисти, щоб вправлятися в конверсації, читати есперантські книжки й журнали. Там теж постійно відбувалися курси есперанто.
У 1921 році в Нью-Йорку виходить книга Заменгоф Л. Л. «Інтернаціональна мова есперанто». Граматика, формація до творення слів і 50 лекцій. вид. «Голос правди»
У 1922 році в Коломиї Карл Вербицький та Орест Кузьма видали Українсько-есперантський словник. — 96 с.
Протягом 1927–1932 років у Харкові видається щомісячний педагогічний журнал мовою есперанто «Шлях освіти».
У середині 1930-х есперанто в СРСР оголосили «мовою дрібної буржуазії і космополітів». Існувала спеціальна закрита інструкція ЦК КПРС, котра забороняла згадувати есперанто у позитивному контексті. Відтоді і пішли такі ярлики, як «есперанто — мова мертва, штучна» тощо.
У 1937 році за надуманим приводом НКВС заарештовують і розстрілюють видатного есперанто-поета Євгена Михальського; Михальський, як активний діяч есперанто-руху, мав широкі міжнародні зв'язки, що й послужило формальним приводом для звинувачення у шпигунстві.
Над укладанням «Української антології» міжнародною мовою в середині шістдесятих років минулого століття плідно працював Андрій Рогов, філолог з Хмельницького.
Есперанто організації України до проголошення Незалежності::
- 1925–1938 роки — Всеукраїнський комітет есперанто
- 1921–1938 роки — Спілка есперантистів Радянських Республік
- 1968–1972 роки — Есперанто-комісії при Українському товаристві дружби і культурних зв'язків з зарубіжними країнами
- 1979–1988 роки — Українське республіканське відділення Асоціації радянських есперантистів

У 2008 році в Роттердамі на з'їзді Світової спілки есперантистів побачила світ есперантомовна антологія української літератури від ХІ до XXI століть. 
|  | Ця книга – обтяжна та коштовна, – мовить Віктор Паюк. – Товстий том на 800 сторінок нагадує доброго розміру цеглину – і це справжня цеглина у великій будівлі української культури. Появу такого видання вважаю подією виняткової ваги, яка вказує на дозрівання української присутності у світовому культурному контексті. |

### Сучасність

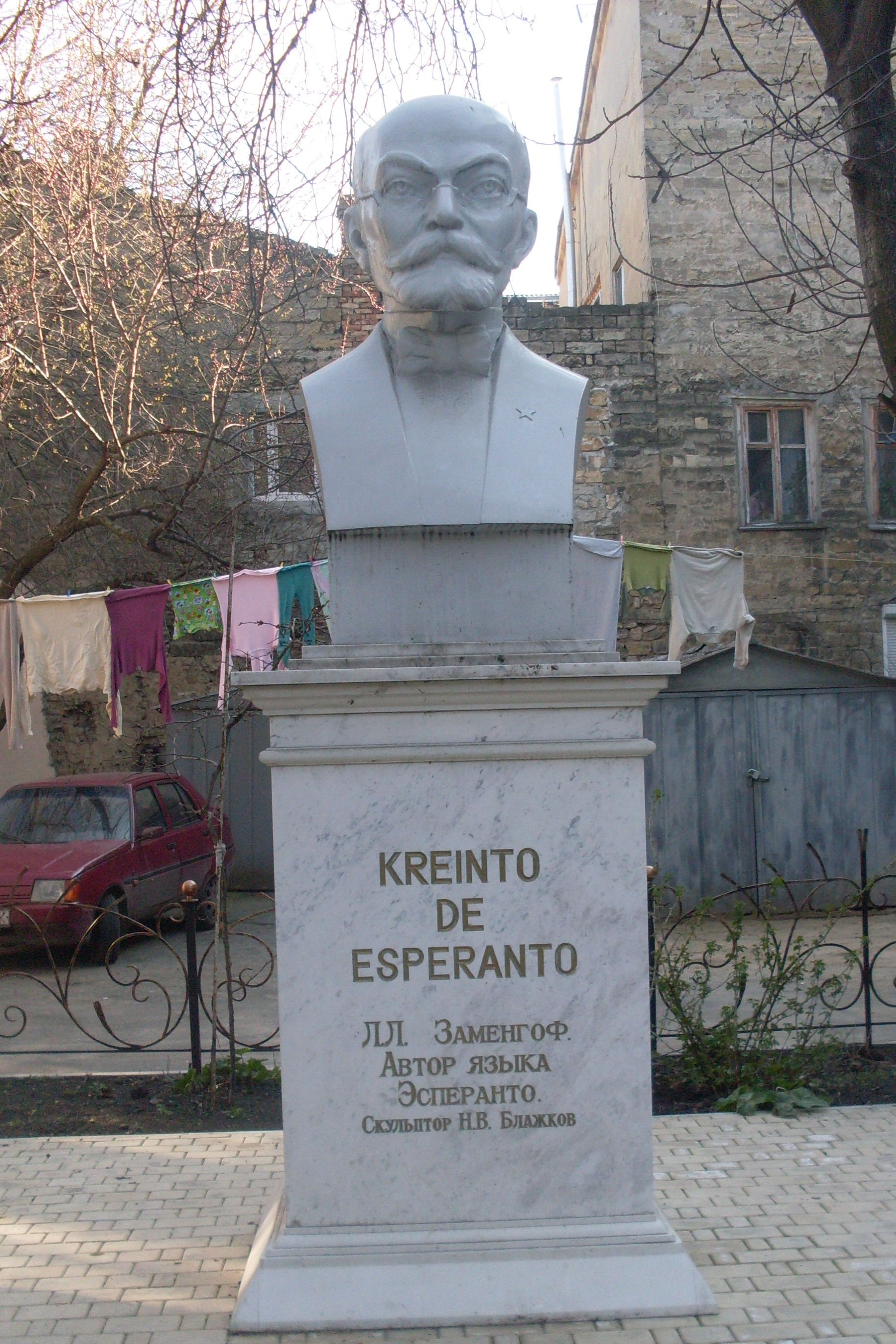
Бюст Л. Л. Заменгофа в Одесі

В Україні центральною есперанто організацією є «Українська Есперанто Асоціація» (есп. UkrEA - Ukrainia Esperanto Asocio), утворена 21 травня 1989 року. При УкрЕА діє видавництво есперанто-літератури «Helianto» (Соняшник). Питаннями організаційної та фінансової підтримки есперанто-руху в Україні займається Благодійний фонд «Есперо» імені Василя Єрошенка.

В Україні, щороку проходять есперанто-зустрічі, що відбуваються згідно з відповідними календарями, зокрема: раз на три роки в Україні проходить з'їзд УкрЕА; щовесни та восени фестивалі в Ялті, зокрема фестиваль авторської пісні мовою есперанто Velura Sezono; на Львівському книжковому форумі — свій куточок української есперанто літератури. Есперанто-клуби нині ще не в кожному місті України, але охоплюють практично усі регіони. Після анексії Криму Росією щорічні зустрічі есперантистів проводяться в перших числах травня у Львові (Mirinda Lviv («Чарівний Львів»)).
Найбільший інтернаціональний портал-спільнота по вивченню есперанто Lernu має український розділ та україномовний форум.
Державна організаційна та фінансова підтримка по поширенню есперанто не здійснюється, проте міністерство освіти України офіційно рекомендує вивчення за вибором есперанто у старших класах середньої школи, гімназій, ліцеїв.
Великий українсько-есперантський словник (2008) містить 260 тисяч слів, а Великий есперантсько-український словник (2007) 80 тисяч слів.

### Есперанто-об'єкти
У спеціальному міжнародному каталозі, за Україною значиться 6 об'єктів що носять назву «есперанто» чи ім'я ініціатора мови:
- дві меморіальні дошки піонерам есперантського руху М. Боровку та І. Островському у Ялті;
- парк «Есперанто» у м. Рава-Руська (Львівська обл.);
- барельєф автора першого україномовного підручника есперанто Михайла Юрківа на фасаді філармонії (колишній будинок Міщанського братства)[45];
- бюст Людовика Лазаря Заменгофа у Одесі;
- алея «Есперанто» у Києві, де за традицією висаджують дерева видатні есперантисти України та світу[46].

Окрім цього:
- підводна алея «Есперанто» у Тарханкутському підводному музеї, що на півострові Крим, де за традицією щороку проходить зустріч есперантистів «Міжнародні есперанто дні на Тарханкуті»[47]
- меморіальна дошка піонеру есперантистського руху В. Гернету в Одесі.[48]

### Періодичні видання
- Інформаційний бюлетень УкрЕА «Helianto» (Соняшник)
- Місячник «Ukraina Stelo» (Зоря України) — видається з 1913 до сьогодні, засновик і перший редактор Орест Кузьма[31][49].
- Гумористична газета «Babila Turo» (Балакуча Башта) видається в Донецьку. Себе рекламує як: міжнародна, незалежна літературна, науково-популярна, аполітична, скромна, та й врешті, найкраща газета.
- Есперанто-бюлетень «Interalie» виходить у Бердянську. Освітлює роботу есперанто-клубів в Україні.
- Літературний журнал «Literatura Foiro» видається раз у 2 місяці в Києві.

## Локалізації
Есперанто присутня у вебоглядачах як мова, котру можна обрати для перегляду сайтів за умовчанням.
Чимало сайтів з найвищою та високою відвідуваністю, що їх відслідковує рейтинг Alexa, представлені в есперанто, серед них:
- Google[51] — перший і поки що унікальний глобальний пошуковик що вміє розшукувати запити виключно серед есперантомовних текстів;
- Facebook[52] — соціальна мережа надає кожному легку можливість до поглиблення та покращення локалізації;
- Ipernity[53] — платформа блогів та спільнот, універсальний мультимедіа хостинг;
- China.org.cn[54] — офіційний державний портал Китаю.

Найповніший перелік сайтів мовою есперанто, що укладається вручну, представлений в dmoz

## Приклад
«Заповіт» Т. Шевченка, переклад Надія Гордієнко-Андріанова.
| LA TESTAMENTO Post la mort' min enterigu en patrujo kara, meze de la stepo vasta sur tumul' miljara. Tiam Dnipron krutabordan, la kampojn fekundajn povus vidi mi kaj aŭdi ondojn dum inundoj. Kiam pelos el Ukrajno for en bluan maron Dnipro sangon malamikan, — kampojn kaj montaron — ĉion-ĉion mi forlasos kaj flugos al dio arde preĝi … Sed ĝis tiam mi ne konas dion. Enterigu, vin kunligu, la ĉenojn disŝiru, bonvenigu la liberon — al bataloj iru. Kaj en granda familio, nova kaj libera, ne forgesu rememori min per vort sincera. |